# FK Angren
FK Angren (uzb. «Angren» futbol klubi, ros. Футбольный клуб «Ангрен», Futbolnyj Kłub "Angrien") – uzbecki klub piłkarski, mający siedzibę w mieście Angren na wschodzie kraju. Założony w roku 1985.
W latach 2000–2001 występował w Oʻzbekiston PFL.

## Historia
Chronologia nazw:
- 1985–1990: Shaxtyor Angren (ros. «Шахтёр» Ангрен)
- 1991–1996: Kontchi Angren (ros. «Кончи» Ангрен)
- 1997–2001: Semurg Angren (ros. «Семург» Ангрен)
- 2002–...: FK Angren (ros. ФК «Ангрен»)

Piłkarska drużyna Shaxtyor została założona w miejscowości Angren w 1985 roku i reprezentowała miejscową kopalnię węgla brunatnego. W 1986 zespół debiutował w Drugiej Lidze, strefie 7 Mistrzostw ZSRR. W 1987 zajął ostatnie 19. miejsce i spadł do rozgrywek amatorskich. W 1990 po reorganizacji systemu lig ZSRR klub otrzymał promocję do Drugiej Niższej Ligi, strefy 9. W 1991 zmienił nazwę na Kontchi Angren. 
W 1997 przyjął nazwę Semurg Angren i debiutował w Drugiej Lidze Uzbekistanu. W 1998 zajął pierwsze miejsce w turnieju finałowym i zdobył awans do Pierwszej Ligi. W 1999 w debiutowym sezonie zajął pierwsze miejsce w lidze i awansował do Wyższej Ligi Uzbekistanu. W 2001 zajął ostatnie 18. miejsce i spadł do Pierwszej Ligi. Od 2002 nazywał się FK Angren. W 2003 zajął przedostatnie 14. miejsce i spadł do Drugiej Ligi.

## Sukcesy

### Trofea międzynarodowe
Nie uczestniczył w rozgrywkach azjatyckich (stan na 31-05-2015).

### Trofea krajowe
Uzbekistan
| \| \| Zdobyte trofea w rozgrywkach Uzbekistanu (stan na: 31-05-2015) \| |                                                                |      |          |
| Rozgrywki                                                               | Osiągnięcie                                                    | Razy | Sezon(y) |
| Mistrzostwo                                                             | I miejsce                                                      | 0    |          |
| Mistrzostwo                                                             | II miejsce                                                     | 0    |          |
| Mistrzostwo                                                             | III miejsce                                                    | 0    |          |
| Mistrzostwo                                                             | 12. miejsce                                                    | 1    | 2000     |
| Puchar                                                                  | zdobywca                                                       | 0    |          |
| Puchar                                                                  | finalista                                                      | 0    |          |
| Puchar                                                                  | 1/4 finału                                                     | 1    | 1999/00  |
| II liga                                                                 | I miejsce                                                      | 1    | 1999     |
| II liga                                                                 | II miejsce                                                     | 0    |          |
| II liga                                                                 | III miejsce                                                    | 0    |          |
| Uzbekistan                                                              | Zdobyte trofea w rozgrywkach Uzbekistanu (stan na: 31-05-2015) |      |          |

ZSRR
- Wtoraja liga ZSRR:
  - 17. miejsce w grupie: 1986

## Stadion
Klub rozgrywa swoje mecze domowe na stadionie Kimyogar w Angrenie, który może pomieścić 1,000 widzów.

## Piłkarze
Znani piłkarze:
- Asliddin Habibulloev
- Islom Inomov
- Anvar Norkulov
- Eldor Qosimov
- Rustam Qurbonboev
- Ilyos Qurbonov
- Nematullo Quttiboev
- Shavkat Raimqulov
- Fahritdin Sharipov
- Botir Sultonov
- / Aleksandr Volkov

## Trenerzy
...
- 1987:  Zafar Rasulov

...
- 01.1990–06.1990:  Boris Ławrow
- 07.1990–06.1991:  B. Zeytulaev
- 07.1991–12.1991:  W. Wytrwał

...
- 1999:  Rafael Fabarisov

...